# Lucius Sextius Lateranus
Lucius Sextius Lateranus was een Romeinse politicus uit de 4e eeuw v.Chr.
Lucius werd in 376 v.Chr. samen met Gaius Licinius Stolo tot tribunus plebis verkozen. Zij deden tezamen drie wetsvoorstellen (leges Liciniae Sextiae): over de schulddelging van de plebejers, een lex agraria, en over het benoemen van plebejers tot consul. Daarbij voegde zij – voor de achtste maal tribunus plebis - nog het voorstel, dat in het vervolg in plaats van duumviri decemviri, voor de helft plebejers, voor de godsdienstige zaken zouden worden benoemd. Dit krijgen zij erdoor en in hun tiende tribunaat smaakten zij eindelijk de voldoening dat ook de drie vroegere voorstellen werden aangenomen.
In 366 v.Chr. werd Lucius verkozen als de eerste plebejische consul.